# Vece
Vece (románul Veța) falu Romániában Maros megyében. Közigazgatásilag Nyárádszeredához tartozik.

## Fekvése
A falu Marosvásárhelytől 15 km-re keletre, Marosszék középső részén helyezkedik el, a Nyárádmenti-dombvidéken.

## Története
Első írásos említése 1567-ből származik.
Az 1660-as tatár betöréskor elpusztult, később románokkal telepítették újra.
1910-ben 236 lakosa volt, ebből 230 román és 6 magyar.